# بن کباب
بن کباب (اردو: بن کباب) یک ساندویچ نشات گرفته از پاکستان به ویژه کراچی. آن است که معمولاً در کنار جاده دکه و در رستوران های فست فود در سراسر پاکستان است.